# Damu
Damu je sumerski bog vegetacije, te također i ponovnog rađanja. Njegova je majka božica Ninsuna, a otac mu je Pabilsag ili Enki. Damu je preko majke polubrat Gilgameša.